# Fuirena angolensis
Fuirena angolensis là loài thực vật có hoa trong họ Cói. Loài này được (C.B.Clarke) Lye ex J.Raynal & Roessler mô tả khoa học đầu tiên năm 1977.